# Muralla de Alcira
El trazado originario del recinto amurallado de Alcira (provincia de Valencia), del que actualmente sólo subsisten restos de murallas y torreones, puede localizarse a través de los planos viarios de 1864 y 1870. 

## Recorrido
Frente a la bifurcación de los caminos que conducen a Algemesí y Alberique se alzaban las fortificaciones defensivas del puente de la Calzada o de San Gregorio que permitía el acceso a la Fortaleza Castellet de Sant Pere y a la población. Por su izquierda alcanzaba la salida de la calle Salinerías con muro y siete torreones. De allí a la calle D. Bernardo, con cuatro torreones. Pasada la calle de Carniceros se alcanza la calle Mayor y las obras defensivas del puente del Arrabal (San Agustín –San Bernardo); de este tramo subsisten dos torreones embebidos en viviendas y en la Ronda con un tramo de muralla, merlones y adarve recayente a la calle Mayor Santa María. 
Desde el puente y paralelamente a la calle de la Lonja (actual Faustino Blasco) se alcanza la plaza del antiguo mercado, donde recientemente se ha urbanizado su espacio recuperando un tramo de muralla con tres torreones y un camino de ronda interior. Hasta la reciente riada de 1982 subsistían dos torreones.
A partir de la calle Saludador se mantiene el mayor sector perviviente de muralla con ocho torreones. Su construcción data originariamente de los primeros siglos islámicos estando construida con mampuesto de cantos rodados. Pese al terraplenado actual, presentan una altura los torreones de 7-10 metros y 6 metros para la muralla, siendo su espesor de 1,20 metros. La muralla se pierde a la altura de la casa cuartel de la Guardia Civil, existiendo un tramo de muro enterrado, uniéndose junto a la obra de la iglesia de Santa María con el «Castellet de Sant Pere». 
La muralla prestó refugio a los habitantes de la villa en acciones bélicas (Alfonso el Batallador, Cid Campeador, almohades, Rey Don Jaime, Comunidades, Germanías y contiendas civiles) y frente a los desbordamientos del río. 
Perdida su valoración estratégica y autorizándose a lo largo de siglo XIX la construcción de viviendas sobre las almenas, culminó en 1899 con el acuerdo de derribo de las mismas para propiciar los ensanches.